# Zatoka Salerno
Zatoka Salerno (wł. Golfo di Salerno) – zatoka Morza Tyrreńskiego, położona na południe od Półwyspu Sorrentyńskiego, w południowych Włoszech.
Do zatoki uchodzi rzeka Sele. Nad zatoką położone są miasta Salerno i Amalfi.